# اریم (نکا)
اریم، روستایی است از توابع بخش هزارجریب شهرستان نکا در استان مازندران ایران.

## جمعیت
این روستا در دهستان استخرپشت قرار دارد و براساس سرشماری مرکز آمار ایران در سال ۱۳۸۵، جمعیت آن ۲۷۴ نفر (۲۸خانوار) بوده‌است. مردم اریم از قومیت طبری هستند. مردم اریم به زبان طبری (مازندرانی) سخن میگویند.